# Madera (Califórnia)
Madera é uma cidade localizada no estado americano da Califórnia, no condado de Madera, do qual é sede. Foi incorporada em 27 de março de 1907.

## Geografia
De acordo com o United States Census Bureau, a cidade tem uma área de 40,9 km², onde todos os 40,9 km² estão cobertos por terra.

### Localidades na vizinhança
O diagrama seguinte representa as localidades num raio de 24 km ao redor de Madera.

## Demografia
Segundo o censo nacional de 2010, a sua população é de 61 416 habitantes e sua densidade populacional é de 1 501,76 hab/km². É a cidade mais populosa e também a mais densamente povoada do condado de Madera. Possui 17 049 residências, que resulta em uma densidade de 416,89 residências/km².

## Marco histórico
Madera possui apenas uma entrada no Registro Nacional de Lugares Históricos, o Tribunal do Condado de Madera.